# Gertrud von Babenberg

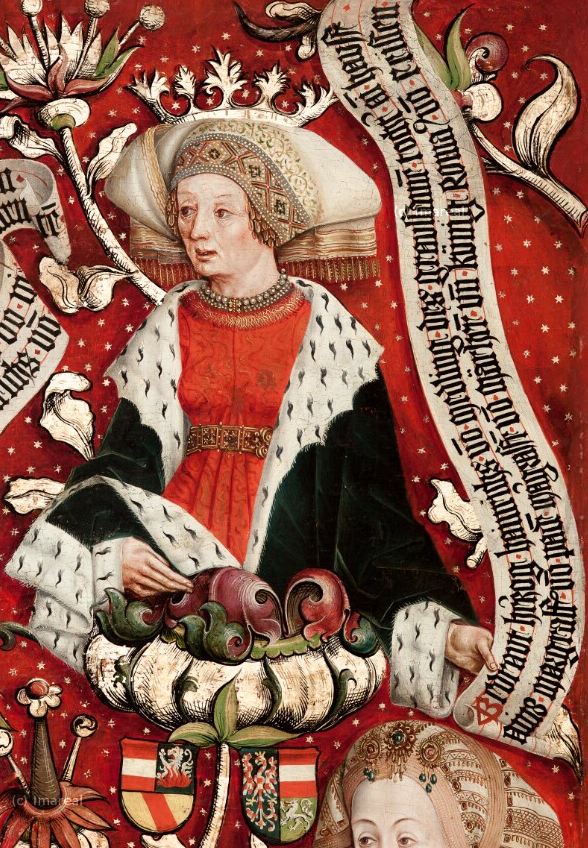
Herzogin Gertrud, Markgräfin von Mähren und Baden (aus dem Babenberger-Stammbaum, Stift Klosterneuburg)

Gertrud von Babenberg, auch Gertrud von Österreich (* 1226; † 24. April 1288), (nach anderen Quellen: * ca. 1228; † 24. April 1299), Herzogin von Mödling, Titularherzogin von Österreich und der Steiermark, war die Nichte Herzog Friedrichs II. des Streitbaren von Österreich, des letzten Herrschers aus dem Haus der Babenberger in Österreich. Sie war aufgrund des Privilegium minus ebenso wie ihre Tante Margarete erbberechtigt nach dem Tod des kinderlosen Friedrich.

## Herkunft
Gertrud von Österreich stammte aus dem Haus der Markgrafen (seit 963) und Herzöge (seit 1156) von Österreich. Ein Zusammenhang mit den bayrischen Liutpoldingern ist durch verschiedene Theorien und Indizien wahrscheinlich. Die Familie ist unter dem Namen „Babenberger“ bekannt, eine Bezeichnung, die – ähnlich wie die „Konradiner“ oder „Ottonen“ – erst lange nach dem Erlöschen der Familie gebräuchlich wurde und nie als Familiennamen verwendet wurde.
Gertrud war das einzige Kind des Herzogs Heinrich von Österreich, genannt der Grausame, und dessen Gemahlin, Agnes Landgräfin von Thüringen (* 1205; † v. 1247).
Diese war eine Tochter von Landgraf Hermann I. von Thüringen (1190–1219) und damit eine Schwester von Landgraf Ludwig IV. dem Heiligen.

## Leben
Gertrud sollte 1245 als futura consors nostra (unsere künftige Gemahlin) den Streit zwischen ihrem Onkel Herzog Friedrich dem Streitbaren und dem 51-jährigen, dreimal verwitweten Kaiser Friedrich II. durch eine Heiratsvereinbarung bereinigen, und gleichzeitig die Herrschaftsansprüche des böhmischen Königs Wenzel I. auf Österreich zunichtemachen, die er aufgrund einer älteren Vereinbarung mit dem Babenberger Friedrich über die Verlobung von Gertrud mit seinem erstgeborenen Sohn Vladislav von Mähren betrieb. Ob sie sich nicht mit dem von der Absetzung bedrohten Kaiser verehelichen wollte, sie sich an seiner Exkommunikation störte oder ob sie ihren langjährigen Verlobten Vladislav so sehr liebte, verschweigt die Fama – jedenfalls erschien sie überraschenderweise nicht im Juni 1245 zur Vertragsunterzeichnung auf dem Hoftag in Verona.
Wenzel wollte unbedingt Gertruds Heirat mit Vladislav erzwingen, weshalb er sogar ein Heer 1246 nach Österreich schickte, welches allerdings eine schwere Niederlage bei Staatz erlitt.
Nach dem Tod des Herzogs Friedrichs in der Schlacht an der Leitha (1246), mit der das Geschlecht der Babenberger erlosch, war jedes Hindernis beseitigt, und durch die schnell vollzogene Eheschließung Vladislavs mit Gertrud waren die – mit vielen Opfern und Rückschlägen verbundenen – Versuche der Inbesitznahme Österreichs durch Wenzel endlich von Erfolg gekrönt. „Per hoc Wladislaus habebat Austriae ducatum“ (Dadurch besaß Vlladislav das Herzogtum Österreich), jubelte Böhmen und, gestützt auf das reiche Erbe seiner Gemahlin und auf das böhmische Erbpotential, wurde Vladislav auch schnell vom österreichischen Adel anerkannt. Gertrud war nunmehr regierende Herzogin von Österreich geworden, die sie nominell bis 1269 auch blieb. Nach kurzer Krankheit ihres Gatten wurde sie aber schon bald, am 3. Januar 1247, zum ersten Mal Witwe.
Die nunmehr etwa 22-jährige Ducissa Austrie verheiratete sich Mitte 1248 mit dem Markgrafen Hermann VI. von Baden, dem sie 1249 in Alland den männlichen Erben Friedrich gebar. Aus Freude über die glückliche Geburt schenkte sie den 30 Allander Bauern ausgedehnte Gründe, die bis heute Basis der Agrargemeinschaft der Allander Urhausbesitzer sind. Hermann konnte sich aber in Österreich gegenüber dem Adel nicht durchsetzen, weshalb sie mit den beiden Kindern Friedrich und Agnes nach Meißen in Sachsen zu ihrer Verwandtschaft zog. Dort erfuhr sie vom angeblichen Gifttod ihres zweiten Mannes am 4. Oktober 1250.
Die Gunst der Kurie und damit die Chance auf Durchsetzung ihres Herrschaftsanspruchs verlor sie, indem sie sich weigerte, dem Wunsch des Papstes Innozenz IV. nachzukommen, den Bruder des Gegenkönigs Wilhelm, Florens von Holland, zu heiraten.
Die mittlerweile in Kahlenberg bei Wien residierende Ducissa Austrie et Stirie Gertrud verlor durch die Heirat ihrer Tante Margarete mit dem zwanzig Jahre jüngeren Přemysl Ottokar II., dem zweitgeborenen Sohn Wenzels, den Erbfolgestreit und auch die Unterstützung Böhmens. Daraufhin verbündete sie sich mit dem König von Ungarn Bela IV. und heiratete im Sommer 1252 in dritter Ehe dessen Verwandten Roman von Halicz. Da sich der – nunmehr gemeinsame – Herrschaftsanspruch als nicht durchsetzbar erwies, verließ Roman sie und ihre gemeinsame Tochter aber schon ein Jahr später wieder, um nach Ungarn zurückzukehren.
Herzogin Gertrud erhielt 1254 im Frieden von Ofen als Trostpflaster für den Verzicht auf Österreich Teile der Steiermark, 400 Mark Silber jährlich Apanage, und lebte zurückgezogen in Voitsberg und Judenburg. Da aber weder sie noch ihr Sohn Friedrich bereit waren, ihren Rechtsanspruch auf die beiden Herzogtümer Steiermark und Österreich aufzugeben, ging König Ottokar II. – der nunmehr auch ins ungarische Königshaus einheiraten wollte, weil er mit der um 20 Jahre älteren Margarete keinen Erben erwarten konnte – ab 1262 gegen sie vor, entzog ihr 1267 diesen Besitz und 1269, ein Jahr nach dem Tod ihres Sohnes Friedrich, der zusammen mit Konradin von Hohenstaufen in Neapel hingerichtet wurde, wurde sie verbannt und verlor auch das ihr zugewiesene Amt Windisch-Feistritz. Sie starb 1288 (oder 1299) als Äbtissin des Klarissinnenklosters St. Afra in Seußlitz bei Meißen.

## Nachkommen
Aus Gertruds Ehe mit Hermann von Baden entsprossen:
- Friedrich (* 1249, † 29. Oktober 1268 Neapel, enthauptet mit Freund Konradin)
- Agnes (* 1250, † 2. Jänner 1295), ⚭ I. 1263 Herzog Ulrich III. von Spanheim († 1269), ⚭ II. 1270 Graf Ulrich III. von Heunburg († 1308)

Aus Gertruds Ehe mit Roman von Halicz entspross:
- Maria (* 1253), ⚭ Joachim von Guthkeled, Sohn des Banus Stephan von Slavonien, des früheren ungarischen Landeshauptmanns in der Steiermark